# Beauté révélée
Beauté révélée (Beauty Revealed) est une œuvre d'art exécutée en 1828 par Sarah Goodridge. C'est une aquarelle en miniature peinte sur un morceau d'ivoire. Représentant les seins de l'artiste entourés d'un voile pâle, la peinture de 6,7 sur 8 cm, à l'origine sur un support de papier, est à présent sertie dans un cadre moderne.

## Description et contexte de création
Beauty Revealed est l'œuvre de Sarah Goodridge, qui montre ses seins nus, leurs tétons roses et une mouche. La poitrine de l'artiste est représentée dans une gradation de couleurs donnant un effet de relief. Bien que Goodridge soit âgée de quarante ans au moment de la réalisation de cette miniature, selon le critique d'art Chris Packard, ses seins semblent plus jeunes et donnent une impression d'« équilibre, de pâleur et de fermeté » qui est atteinte en partie par une harmonie entre lumière, couleurs et symétrie. La poitrine est encadrée par une étoffe blanche torsadée qui, dans certains replis, reflète la lumière,.
La peinture fait 6,7 cm par 8 cm et est enchâssée dans un étui; elle est initialement installée sur un support papier qui porte la date « 1828 » inscrite au verso. L'œuvre est une aquarelle sur ivoire, les couches de peinture étant suffisamment minces pour que la lumière les traverse et permette ainsi aux seins représentés de « briller » grâce à l'ivoire sous-jacent. Ce type de support est alors fréquemment employé pour les miniatures américaines, mais dans le cas de cette œuvre il permet de présenter une surface similaire rappelant celle de la peau.
Beauty Revealed est réalisée à une époque au cours de laquelle les portraits miniatures, une forme artistique introduite aux États-Unis à la fin du XVIIIe siècle, connaissent une grande popularité dans le pays. Lorsque Goodridge exécute cette œuvre, les miniatures gagnent en complexité et en finesse de réalisation. Le Heilbrunn Timeline of Art History décrit Beauty Revealed comme puisant son inspiration de la forme des yeux miniatures qui sont alors populaires en Angleterre et en France et qui sont fréquemment offerts comme marques d'affection ; l'usage de ce type d'œuvre est en revanche encore peu commun aux États-Unis,. De telles miniatures permettent aux portraits des êtres aimés d'être portés par leurs prétendants sans révéler l'identité de l'objet de leur affection.

## Histoire
Goodridge est une artiste-peintre prolifique, qui se spécialise dans les peintures de portraits miniatures. Travaillant à Boston, elle compte parmi ses maîtres formateurs Gilbert Stuart et Elkana Tisdale. Elle entretient pendant de longues années une relation avec Daniel Webster, un politicien qui a commencé à exercer en tant que sénateur du Massachusetts en 1827. Webster lui adresse plus de quarante lettres entre 1827 et 1851, et au fil du temps, les salutations qu'il lui adresse deviennent de plus en plus familières ; ses dernières lettres sont ainsi adressée à « Ma chère, bonne amie », alors que ce type de formule ne correspond pas au caractère généralement affiché par cet homme politique. Au cours de cette période, elle l'a pris comme sujet de peinture une douzaine de fois et a quitté sa ville natale de Boston pour lui rendre visite à Washington à au moins deux reprises. Elle s'y rend ainsi en 1828 après la mort de sa première femme, puis de nouveau en 1841-1842, lorsque Webster se sépare de sa seconde épouse.
Goodridge exécute Beauty Revealed en 1828, probablement en se regardant dans un miroir. Plusieurs œuvres sont généralement citées comme des sources d'inspiration possibles, comme la Ariadne Asleep on the Island of Naxos de John Vanderlyn, ainsi que la sculpture Venus Victrix d'Horatio Greenough. Goodridge adresse cette représentation de sa poitrine nue à Webster alors qu'il vient de perdre sa première épouse, ; le format miniature de l'œuvre suggère que celle-ci est alors destinée à n'être vue que par son destinataire. Le critique d'art américain John Updike analyse l'œuvre comme étant une manière pour l'artiste de s'offrir à Webster ; Updike écrit que les seins nus semblent dire : « Il ne tient qu'à vous que nous soyons vôtres, dans toute notre beauté d'ivoire, avec nos tétons doucement pointus ». Cependant, Webster épouse finalement une autre femme plus riche que Goodridge.
Après la mort de Webster en 1852, Beauty Revealed reste dans sa famille et ses héritiers se transmettent cette peinture ainsi qu'un autoportrait de Goodridge de génération en génération. Selon eux, Webster et Goodridge se sont fiancés. La peinture finit par être vendue aux enchères à Christie's en 1981 au prix de 15 000 $ et est acquise par l'Alexander Gallery de New York avant d'être revendue plus tard la même année au couple de collectionneurs d'art new-yorkais Gloria et Richard Manney,. Le couple inclut Beauty Revealed dans l'exposition itinérante « Tokens of Affection: The Portrait Miniature in America » qui est présentée en 1991 au Metropolitan Museum of Art de New York, au National Museum of American Art à Washington, et au Art Institute of Chicago.,.
Beauty Revealed fait partie d'un ensemble de plus de 300 pièces acquises par le couple, qui en fait donation au Metropolitan Museum of Art en 2006 dans le cadre d'un accord de ventes et de donations de leur collection. La peinture est alors décrite par Carrie Rebora Barratt et Lori Zabar qui font partie de l'équipe du musée comme étant le plus fascinant exemple de « l'étrange et magnifique » collection de miniatures d'artistes mineures de ce fonds. Deux ans plus tard, Beauty Revealed est incorporé à la rétrospective « The Philippe de Montebello Years: Curators Celebrate Three Decades of Acquisitions » qui présente les pièces acquises lors du mandat de Philippe de Montebello à la tête de l'institution. Le journaliste Holland Cotter du The New York Times qualifie alors de cet autoportrait de Goodridge d'« admirable ». La peinture est utilisée comme source d'inspiration au roman Blindspot de Jane Kamensky et Jill Lepore publié en 2009, au côté d'autres œuvres comme Boy with a Squirrel de John Singleton Copley. En 2014, l'œuvre ne figure plus dans la liste des peintures exposées par le National Museum of American Art.

## Sources

## Crédits de traduction
- (en) Cet article est partiellement ou en totalité issu de l’article de Wikipédia en anglais intitulé « Beauty Revealed » (voir la liste des auteurs).